# Pseudipochira keyensis
Pseudipochira keyensis là một loài bọ cánh cứng trong họ Cerambycidae.